# Meliosma martana
Meliosma martana är en tvåhjärtbladig växtart som beskrevs av J.M. Idrobo och J. Cuatrec. Meliosma martana ingår i släktet Meliosma och familjen Sabiaceae. Inga underarter finns listade.